# Ніколо-Макарово
Ніколо-Макарово (рос. Николо-Макарово) — село в Макар'євському районі Костромської області Російської Федерації.
Населення становить 316 осіб. Входить до складу муніципального утворення Ніколо-Макаровське сільське поселення.

## Історія
У 1936-1944 року населений пункт перебував у складі Івановської області. Від 1944 належить до Костромської області.
Від 2007 року входить до складу муніципального утворення Ніколо-Макаровське сільське поселення.

## Населення
| 1857 | 1897 | 1907 | 2008 | 2010 | 2014 |
| ---- | ---- | ---- | ---- | ---- | ---- |
| 226  | ↗323 | ↘315 | ↗357 | ↘314 | ↗316 |